# 苦 (佛教)
苦（羅馬化：duḥkha），佛教的知識，依五蘊受蘊中的苦受（有時翻譯為痛受），苦意義為痛苦、不安、不滿足、不喜歡等。依四聖諦中的苦聖諦，苦的意義為有漏洞。四聖諦是佛教中，最基本的教育主軸。

## 词义
梵文，佛教的知識，依五蘊受蘊中的苦受（有時翻譯為痛受），苦意義為痛苦、不安、不滿足、不喜歡等。依四聖諦中的苦聖諦，苦的意義為有漏洞。四聖諦是佛教中，最基本的教育主軸。「苦受」與「苦聖諦」，苦的定義完全不一樣，如果依文解義混亂兩者，四聖諦就不能如實知見。

## 概論
外道（不依四聖諦）所說的苦，意思為苦難、不高興或痛苦。心生不滿是因心兜圈子，兜得無始無終，思想連續不斷，想過去、想未來、想現在，因而有如是煩惱。思想被不滿喚起，同時也與不滿一模一樣，經常重複的感到生活當中缺了什麼，總是有些地方不太對、不太夠，因此老是想要彌補缺陷、整頓現狀，以便多得到一點安樂。持續奮鬥和心事重重是很令人煩惱與痛苦的，人享樂時，害怕失去樂，而努力求取更多的樂，或想要把樂保住；人受苦時，想逃離苦；人又一直感到不滿，而使一切的活動無不始終含有不滿和痛苦的成分。
佛教四聖諦，指是不可推翻的真理。凡夫學習四諦時，尋伺世間外身及內身皆不離苦（不離有漏洞）。四聖諦中的苦聖諦，苦不是痛苦的意思，譬如樂受沒有痛苦，但也不離苦。依苦聖諦中行苦，行的意思是三世流遷，三世的意思是過去現在未來，流遷的意思是流動遷移。知見三世流遷的漏洞，就是知見行苦。知見一切世間人所建立的，都不離三世流遷，故又說「一切法所依」。

## 分類
苦在佛教中有許多不同的分類，分成三苦、八苦等。

### 三苦
1. 行苦：「行」的意思是三世流遷，三世的意思是過去現在未來，流遷的意思是流動遷移。知（知道）見（實證）三世流遷的漏洞，就是知見行苦。知見一切世間人所建立的，都不離三世流遷，故又說「一切法所依」。凡夫知見行苦後，依行苦尋伺五蘊，目標是斷五蘊身見。外道認為三世流遷是常，生住壞是常，所以五蘊是無常。佛教聖弟子依四聖諦，知見三世流遷不離苦，生住壞不離苦，故此依三世流遷建立的五蘊，也都不離苦。
2. 壞苦：「壞」的意思是前有今無，或變異。過去存在，現在消失；過去存在，現在變異。知（知道）見（實證）三世流遷的漏洞（行苦），依行苦知見「壞的漏洞」，如果不知行苦，是不能理解壞苦的。外道認為「世間一切都變壞」是常，所以世間一切皆是無常。佛教聖弟子依四聖諦，知見三世流遷不離苦，故此依三世流遷建立的生住壞不離苦，也都不離苦。
3. 苦苦：「苦」的意思是有漏洞。苦聖諦的苦，也是依三世流遷建立，故名苦苦。縱使苦苦，但也無妨佛弟子依善知識（四聖諦）精進增上，不會誤墮四聖諦是常是無常困惑。

### 八苦
八苦是專門為「凡夫」初學人天乘四諦而建立，簡易入門，尋伺容易，解說依凡夫知見為宜。二乘及大乘聖佛弟子，依三苦次第深入。它們是：
1. 生苦，有生必有死，生是一切苦的起源。
2. 老苦，眾生因衰老而造成的苦。
3. 病苦，四大假合之身体，必然会得病。
4. 死苦，世事无常，人必然会死亡，即使一生健康无病无灾，也必然会經歷最大的无常——死亡。
5. 爱别离苦，所愛、所欲，總有分別之日。
6. 怨憎會苦，所憎，所怨，會面、往來，致使心生嗔怒、煎熬之苦。
7. 求不得苦，欲求而得不到的苦。
8. 五蘊炽盛苦。五蘊为：色、受、想、行、识。前七苦皆由五蘊領受、聚集，故稱五蘊熾盛苦，五蘊炽盛实为其余七苦的根源[2]。

### 十一苦
根据南传佛教中的《长部》描述，把“苦”分为十一种（“十一苦法”）：生、老、死、愁、悲、苦、憂、惱、怨憎會、愛別離、求不得，最後總結的說是“五取蘊即苦”。
1. 生，是指六道中的各种生命的诞生、出生、入胎、再生，还有五蕴中的显现，还有眼、耳、鼻、舌、身、意等所感受、获得的内容等，都为“生”[4]。生是许多苦的基础。
2. 老，是指六道中的各种生命的年老、衰老、牙齿损坏、头发变白、皮肤变质、六根的成熟等各种现象[5]。由於有情的衰老，死亡已進一步的迫近，由衰老所帶來的種種苦痛也將生起[6]。
3. 死，是指六道中的各种生命的死亡、灭亡、五蕴的分离等[7]。
4. 愁，是指由于任何不幸和苦法而引起的忧愁、哀愁、悲伤等[8]。因为其身心苦受由自行而生，又被称为苦苦[9]。
5. 悲，是指因为任何不幸和苦法而引起的哭泣、悲欢、悲哀、悲痛等[10]。
6. 苦，是指身体的疼痛和疾病不适等[11]。
7. 憂，是指心身的不愉快[12]。
8. 惱，是指不幸或苦法所引起的生气、憔悴、绝望等[13]。
9. 怨憎會，是指对不喜欢的、不可爱的色、聲、香、味、觸、法，或者与那些意图不好、无意、不安分的人异同交往聚会而产生的怨憎[14]。
10. 愛別離，是指对喜欢的、可爱的色、聲、香、味、觸、法，或者对希望有利、有益的、快乐的、安分的人，家人、朋友或亲戚，却不能和他们在一起、交往、聚会而产生的痛苦[15]，總說為生離死別之苦。
11. 求不得，是指六道中的众生，对于以上的各种苦而生的诉求，希望它们不要来到、却无法实现，从此而生的痛苦[16]。

八苦归纳为“五取蘊苦”，因為不知五蘊熾盛，或知五蘊熾盛但不知五蘊熾盛苦，無量苦隨無知不斷長養。

## 六道輪迴
六道輪迴，是指的五蘊中的想蘊。無明四聖諦，不知苦聖諦，所以一切想皆困在三界六道流轉，不能解脫出離。外道（不依四聖諦）誤會指身軀死後投生的某個地方，也可以指此時此地某種業力狀況中止，另一種業力狀況生起的心境，感受到如同在某一轮回道的痛苦，這種想法名「人我見」。
天道與苦
天道，是想蘊。
阿修羅道與苦
阿修羅，是指瞋。
凡夫初習於人天乘，尋伺依八苦，依凡夫想法譯義，方便入門：
一、生苦 ──依凡夫想法譯義，可以說是出生時所受之苦。
二、老苦 ── 依凡夫想法譯義，可以說是眾生衰老時所受之身心苦惱。老，五根漸漸毀壞而趨熟爛，肌肉萎縮，皮膚鬆垮，原來盛壯的色力日漸衰弱，身體彎曲，腳不聽使喚，身體粗重、氣息上揚、身體不穩，只能拄著拐杖走路，身心全面感受到老的痛苦。《瑜伽師地論》卷61:「云何老苦？當知亦由五相，謂於五處衰退故苦。一、盛色衰退故。二、氣力衰退故。三、諸根衰退故。四、受用境界衰退故。五、壽量衰退故。」。
三、病苦 ── 依凡夫想法譯義，可以說是生病時所受之苦惱。之所以為苦乃因「病」能損壞可愛安適的感受。
四、死苦 ── 依凡夫想法譯義，可以說是五陰壞時，壽命盡時所受之苦。死有三種，1. 自然死：少小死、青壯死、中年死、耄耋死、餓死、病死。2. 意外死。3. 未生即死：墮胎、死產、藥傷害、母橫死。
五、怨憎會苦 ──依凡夫想法譯義，可以說是怨仇憎惡之人事物聚集。有內有外，內者即三惡道報，外即刀杖等緣，如仇人、醜人、無緣人狹路相逢，無賴借貸，債主逼債，討厭的環境無力更換……等。《瑜伽師地論》卷61：「云何怨憎會苦？當知此苦亦由五相：一、與彼會生憂苦故。二、治罰畏所依止故。三、惡名畏所依止故。四、苦逼迫命終怖畏所依止故。五、越正法惡趣怖畏所依止故。」
六、愛別離苦 ── 依凡夫想法譯義，可以說是別離愛境，或與所愛者別離時所感受之苦，總說為生離死別。所別有二，一內二外，內者自身，六根不能像以前一樣聚合在一起，或與地、水、火、風、空、識界分離；外者所謂親戚眷屬及餘資生，別離六塵可愛境，如出國旅遊，倒數幾天，心情會不好。
七、求不得苦 ── 依凡夫想法譯義，可以說是世間一切人物，心所樂求而不能得到滿足。所謂惡法求離不得，善法求欲不得；苦事求離不得，樂事求欲不得；三塗苦報求離不得，人天樂果求欲不得；刀杖之苦求離不得，資生眷屬求欲不得。
八、五蘊熾盛苦 ── 凡夫次第尋伺前七苦已，最後尋伺五蘊熾盛苦。一學習正見「五蘊定義」，依次第八正道五蘊，然後學習正見「熾盛原因」，最後依無間等尋伺「五蘊熾盛苦」。依四聖諦如實知見五蘊熾盛苦，能「斷五蘊身見」。
畜生道與苦
畜生即想蘊，無明四聖諦，追求淫欲。依外道想法譯義，說是畜生界沒有人類智慧。
餓鬼道與苦
餓鬼即想蘊，無明四聖諦，欲求永不滿足。依外道想法譯義，說是餓鬼很肚餓，怎樣吃也不會飽。
地獄道與苦
無明四聖諦，不知苦聖諦，想蘊一切想，皆住地獄，又名受苦，無量想故地獄無量；未斷五蘊身見，名住五圍山地獄；不知無間等（行苦），名住無間地獄，屬最底層地獄。依外道（不依四聖諦）想法譯義，說地獄是令人受罰痛楚的刑場，因為誤解了苦諦和苦受。